# Andreas Krieger
Andreas Krieger (narozen jako Heidi Kriegerová 20. července 1966) je bývalá východoněmecká atletka soutěžící ve vrhu koulí. Stejně jako mnoho špičkových východoněmeckých atletů byla Kriegerová systematicky a nevědomě dopována anabolickými steroidy.

## Sportovní kariéra
Na Mistrovství Evropy v atletice 1986 zvítězila vrhem dlouhým 21,10 m. S atletikou skončila v roce 1990.

## Efekty dopingu
Kriegerové byly systematicky podávány steroidy od jejích 16 let po celou sportovní kariéru. Podle knihy Wernera Frankeho dostávala téměř 2600 miligramů steroidů v roce 1986, což je o 1000 miligramů více, než bral Ben Johnson během LOH v Soulu.
První odlišnosti charakteristické pro muže se začaly vyvíjet v jejích osmnácti letech, nakonec na ní léta dopingu zanechala řadu mužských rysů. V roce 1997 podstoupila změnu pohlaví a změnila jméno na Andreas.
Kriegerová „cítila se být mimo a neurčitým způsobem toužila být chlapcem“ ještě před tím, než podstoupila hormonální léčbu a v roce 2004 řekla v interview pro New York Times, že „je ráda, že se stala mužem“. Ale současně zdůraznila, že dávky hormonů ji zbavily práva „sama najít pohlaví, kterým chci být“. Operativní změna pohlaví dominovala v německém tisku, přitáhla pozornost široké veřejnosti k dopingu ve Východním Německu a přiměla řadu bývalých sportovců poprvé o dopingu veřejně promluvit.
Krieger v roce 2000 dodal důkazy v procesu s Manfredem Ewaldem, vedoucím východoněmeckého sportovního programu a předsedou východoněmeckého Olympijského výboru, a Manfredem Hoeppnerem. Dosvědčil, že podávané drogy přispěly k transsexualitě. Oba byli usvědčeni z úmyslného poškození zdraví sportovců. Ewald byl odsouzen k podmíněnému trestu odnětí svobody v délce 22 měsíců.
Krieger musel zanechat sportu, neboť trpěl silnými bolestmi, protože v dobách, kdy užíval steroidy, navzpíral obrovské tréninkové dávky. Ještě dnes pociťuje silné bolesti boků a stehen a snáší jen mírnou námahu.

## Soukromí
Krieger se v roce 2002 oženil s bývalou plavkyní Ute Krauseovou, která je také obětí státem organizovaného podávání dopingu východoněmeckým sportovcům.